# Zhang Wanyi
Zhang Wanyi (14 giugno 2005) è una nuotatrice artistica cinese.

## Palmarès
- Mondiali giovanili:

Lima 2024: argento nel duo programma libero e bronzo nella gara a squadre programma acrobatico.

### Coppa del Mondo
- 3 podi:
  - 1 vittoria (1 nella gara a squadre)
  - 1 secondo posto (1 nella gara a squadre)
  - 1 terzo posto (1 nella gara a squadre)

#### Coppa del mondo - vittorie
| Data           | Luogo   | Paese  | Disciplina   |
| -------------- | ------- | ------ | ------------ |
| 31 maggio 2024 | Markham | Canada | Team tecnico |